# Цепілова
Цепілова (рум. Ţepilova) — село в Молдові у Сороцькому районі. Входить до складу комуни, центром якої є село Околіна.

## Відомі люди
- Керсновська Єфросинія Антонівна (1908—1994) — російська письменниця та художниця.
- Керсновський Антон Антонович (1907—1944) — воєнний історик та філософ.